# ブルーイレヴン
ブルーイレヴン（欧字名:Blue Eleven、2000年4月9日 - ）は、日本の競走馬。主な勝ち鞍に2002年の東京スポーツ杯2歳ステークス、2004年の関屋記念。
角居勝彦厩舎に初重賞制覇をもたらした馬であるほか、その荒い気性で武豊をしても乗りこなせなかった馬としても知られる。
馬名の意味は、「ワールドカップで活躍した日本チームのユニフォーム色より」、すなわち青に由来する。

## 経歴

### 競走馬時代
2002年のひだかトレーニングセールにて、金子真人によって892万5000円で落札される。この馬を管理することになる角居勝彦はまだ厩舎を開業した直後で、この馬を見た第一印象は「ちょっと扱いにくそうだけど走りそうだね」というものであったという。
2002年9月8日、阪神競馬場第4競走の2歳新馬戦にて、四位洋文を鞍上にデビュー。サクラセンチュリーやワンモアチャッターなど後の重賞勝ち馬を相手に、2着に3馬身以上付ける圧勝で勝利した。翌月のデイリー杯2歳ステークスは武豊に乗り替わって挑んだもののシルクブラボーに2馬身以上付けられた2着に敗れたが、続く東京スポーツ杯2歳ステークスでは2着タイガーモーションをアタマ差交わして重賞初制覇を果たした。その後、ラジオたんぱ杯2歳ステークスに1番人気で挑むも、掛かったのち内に斜行しザッツザプレンティの7着に敗れ、このレースを最後にこの年のレースを終える。
年が明けた2003年の初戦は京成杯、ここでも1番人気に支持されての出走であったが、レース中に暴走、2コーナーで鞍上の武の指示を無視して急に大逃げを打ち出し、最終的に失速、11着と惨敗してしまった。この暴走癖は当時の角居に矯正することは出来ず、レース後、鞍上の武はブルーイレヴンに対し「この馬は、ぼくには無理だ」というコメントを残した。その後、ブルーイレヴンは全治6ヶ月以上を見込む骨折が判明し、2003年を全休することとなった。
休養が明け、2004年は中山金杯より始動した。しかしここでは14着と惨敗。その後5月16日の新潟大賞典まで5戦を走ったが、3戦した重賞ではすべて着外に終わるという結果であった。しかし、同月29日の金鯱賞では凄まじい末脚を見せ、タップダンスシチーのアタマ差2着となる。そして、京成杯以来の1番人気での参戦となった関屋記念では2着ロードフラッグをクビ差交わし優勝、重賞2勝目を飾った。さらにその後の毎日王冠でも3着となり、復活が期されたが、直後に休養に入り、復帰することのないまま2006年1月18日に日本中央競馬会の登録を抹消し現役を引退した。

### 引退後
引退後はノーザンホースパークで乗馬となった。パークでの気性は現役時代と比べれば穏やかで、カイバを食べる時に馬房の扉を蹴ることがあった程度であった。さらに障害の飛越のセンスがあり、インターハイにも出場した。
8月にノーザンホースパークから熊本県の熊本農業高校へ、のちに同県の菊池農業高校へ移動。ここに移動後も2014年までは馬術の大会で活躍していた事が確認できる。
2025年現在、競走馬のふるさと案内所によれば、繋養先は「道外の乗馬クラブ」となっている。

## 競走成績
以下の内容は、netkeiba.comおよびJBISサーチに基づく。
| 競走日     | 競馬場 | 競走名             | 格   | 距離（馬場）  | 頭 数 | 枠 番 | 馬 番 | オッズ （人気） | 着順 | タイム （上り3F） | 着差 | 騎手      | 斤量 [kg] | 1着馬（2着馬）         | 馬体重 [kg] |
| ---------- | ------ | ------------------ | ---- | ------------- | ----- | ----- | ----- | --------------- | ---- | ----------------- | ---- | --------- | --------- | ---------------------- | ----------- |
| 2002.09.08 | 阪神   | 2歳新馬            |      | 芝2000m（良） | 11    | 2     | 2     | 002.80（2人）   | 01着 | R2:03.5（35.5）   | -0.6 | 0四位洋文 | 53        | （ダンツシルヴァー）   | 496         |
| 0000.10.12 | 京都   | デイリー杯2歳S     | GII  | 芝1600m（良） | 13    | 7     | 11    | 004.60（2人）   | 02着 | R1:34.3（33.9）   | -0.4 | 0武豊     | 55        | シルクブラボー         | 500         |
| 0000.11.16 | 中山   | 東スポ杯2歳S       | GIII | 芝1800m（良） | 8     | 6     | 6     | 001.20（1人）   | 01着 | R1:50.2（35.0）   | -0.0 | 0武豊     | 55        | （タイガーモーション） | 502         |
| 0000.12.21 | 阪神   | ラジオたんぱ杯2歳S | GIII | 芝2000m（不） | 14    | 7     | 12    | 001.40（1人）   | 07着 | R2:06.5（37.1）   | -2.0 | 0武豊     | 55        | ザッツザプレンティ     | 506         |
| 2003.01.19 | 中山   | 京成杯             | GIII | 芝2000m（良） | 13    | 8     | 12    | 002.50（1人）   | 11着 | R2:05.0（42.0）   | -3.3 | 0武豊     | 57        | スズカドリーム         | 496         |
| 2004.01.05 | 中山   | 中山金杯           | GIII | 芝2000m（良） | 16    | 6     | 12    | 014.80（8人）   | 14着 | R2:00.9（36.9）   | -1.7 | 0横山典弘 | 54        | アサカディフィート     | 510         |
| 0000.02.29 | 中山   | 中山記念           | GII  | 芝1800m（良） | 14    | 7     | 12    | 060.90（9人）   | 09着 | R1:46.1（34.5）   | -1.2 | 0北村宏司 | 56        | サクラプレジデント     | 498         |
| 0000.03.13 | 阪神   | 大阪城S            | OP   | 芝2000m（良） | 16    | 7     | 13    | 004.50（2人）   | 04着 | R1:59.3（34.7）   | -0.3 | 0武豊     | 54        | ローマンエンパイア     | 502         |
| 0000.04.04 | 阪神   | 産経大阪杯         | GII  | 芝2000m（稍） | 11    | 2     | 2     | 053.90（9人）   | 09着 | R2:00.3（35.8）   | -0.7 | 0吉田稔   | 57        | ネオユニヴァース       | 500         |
| 0000.04.24 | 京都   | オーストラリアT    | OP   | 芝1800m（良） | 14    | 6     | 9     | 005.50（3人）   | 04着 | R1:45.2（34.3）   | -0.2 | 0吉田稔   | 56        | メジロマイヤー         | 500         |
| 0000.05.16 | 新潟   | 新潟大賞典         | GIII | 芝2000m（稍） | 16    | 3     | 6     | 008.10（4人）   | 07着 | R2:00.8（34.4）   | -0.3 | 0中舘英二 | 55        | マイネルアムンゼン     | 506         |
| 0000.05.29 | 中京   | 金鯱賞             | GII  | 芝2000m（良） | 12    | 5     | 5     | 025.30（6人）   | 02着 | R1:57.5（34.4）   | -0.0 | 0吉田稔   | 57        | タップダンスシチー     | 498         |
| 0000.08.01 | 新潟   | 関屋記念           | GIII | 芝1600m（良） | 15    | 7     | 12    | 002.60（1人）   | 01着 | R1:32.3（33.6）   | -0.0 | 0吉田稔   | 56        | （ロードフラッグ）     | 506         |
| 0000.10.10 | 東京   | 毎日王冠           | GII  | 芝1800m（稍） | 11    | 6     | 6     | 003.80（2人）   | 03着 | R1:46.3（34.1）   | -0.3 | 0四位洋文 | 57        | テレグノシス           | 504         |